# Прапор Івано-Франківської області
Пра́пор Іва́но-Франкі́вської о́бласті є офіційним символом Івано-Франківської області, який наслідує історичну традицію використання регіональної символіки, атрибутом місцевих органів самоврядування та виконавчої влади.

## Опис
Являє собою прямокутне полотнище зі співвідношенням сторін 2:3. У центрі на білому полі зображена чорна галка з піднятими крилами у золотій (жовтій) короні, повернута до древка; від древка йдуть червона та чорна смуги, з вільного краю — синя та жовта, ширина кожної з них становить 1/12 довжини прапора. На прапорі історичний символ супроводжують червоно-чорна та синьо-жовта смуги, які уособлюють традиції боротьби за незалежність.
Автор проєкту прапора — Андрій Гречило, голова Українського геральдичного товариства.